# Under Attack (álbum de Destruction)
Under Attack es el decimotercer álbum de estudio de la banda alemana de thrash metal Destruction. Fue lanzado el 13 de mayo de 2016 vía Nuclear Blast Records.

## Antecedentes
El 15 de enero de 2016 la banda anunció en su Facebook oficial los detalles del nuevo álbum diciendo lo siguiente: 

Destruction está actualmente trabajando en su nuevo álbum titulado "Under Attack". La banda empezó a entrar a las sesiones de grabación después de los festivales de verano del año pasado y hemos estado grabando segmentos en diversos estudios entre septiembre de 2015 y enero de 2016. Hasta la fecha hemos completado las grabaciones de batería con Martin Buchwalter en Gernhart Studios en Alemania, así como Completar algunas grabaciones de base, mezcla y masterización con Vo Pulver en Little Creek Studios en Suiza. "Under Attack" será lanzado el 13 de mayo a través de Nuclear Blast Records.

Marcel Schirmer comentó:

Tomamos nuestro tiempo para este álbum. Después de los festivales de verano fuimos al estudio cada par de semanas para grabar nuevas canciones y las ideas entre todas las actividades itinerantes. Tomamos varias sesiones de estudio en lugar de un día largo, para mantener las ideas frescas y tener tiempo más tarde antes de la mezcla para cambiar partes y piezas que no nos gustó! Tal vez este fue el más eficaz escrito que hicimos en los últimos años!. Debido al hecho de que teníamos más tiempo entre los álbumes había un montón de producción musical y la creatividad, pero también menos presión. Desde mi punto de vista definitivamente, puedes oír lo crujiente en la composición y la actitud de patear traseros de traer de la muestra en el estudio. El ' de gira en el estudio de gira mode " era tan eficaz que quiero mantener este método para el futuro!. cómo funciona la nueva grabación de sonido? Seguro que no como un grupo que está en sus 33 años de existencia: agresión eficiente: rápido, pegadizo, original!. Estén atentos para más noticias pronto!.

## Listado de canciones
| N.º | Título                                                                    | Duración |  |
| 1.  | «Under Attack»                                                            |          |  |
| 2.  | «Generation Nevermore»                                                    |          |  |
| 3.  | «Dethroned»                                                               |          |  |
| 4.  | «Getting Used to the Evil»                                                |          |  |
| 5.  | «Pathogenic»                                                              |          |  |
| 6.  | «Elegant Pigs»                                                            |          |  |
| 7.  | «Second to None»                                                          |          |  |
| 8.  | «Stand Up for What You Deliver»                                           |          |  |
| 9.  | «Conductor of the Void»                                                   |          |  |
| 10. | «Stigmatized»                                                             |          |  |
| 11. | «Black Metal (cover de Venom, con Alex Camargo de Krisiun) (Bonus Track)» |          |  |
| 12. | «Thrash Attack (Bonus Track)»                                             |          |  |

## Personal
- Marcel "Schmier" Schirmer - Voz y Bajo
- Mike Sifringer - Guitarra
- Vaaver (Wawrzyniec Dramowicz) - Batería